# Керкини (језеро)
Керкини (грч. Λίμνη Κερκίνη; Бутковско језеро) је језеро у Грчкој.

## Положај
Налази се у округу Сер на северу периферије Средишња Македонија, у североисточној Грчкој поред границе са Бугарском.

## Карактеристике
За време антике се језеро звало Прасиас или Пресида. Језеро је до 1932. заправо била велика мочвара, тада је на југоисточном делу подигнута брана на реци Струма, тако је добијено језеро дужине 15 до 17 км, ширине 5-7 км (у зависности од количине падавина). Брана је обновљена и повишена 1980. године, тако да је данас дубина језера повећана на 4 - 8 метара. Језеро је најдубље на југоисточном делу код бране, док је на северу јако плитко, тако да често прелази у блато. Језеро Керкини је треће по површини у Грчкој, воде језера користе се за наводњавање.
Језеро Керкини лежи између планина Беласица и Крусија у Серском пољу. Главна притока језера је река Струма, уз реку Керкинитис са планине Крусија и потоке са планине Беласица и Крусија. Језеро варира површином од 54 km² до 72 km², зависно од сезоне и количине падавина. Језеро је проглашено резерватом природе, због своје биолошке разноврсности.
Керкини је велики резерват птица селица из Балкана, Мађарске, Црног мора на путу до Егејског мора. Уз језеро живи чак 227 врста птица. Од којих нису све селице, а њих 76 су врло ретке и угрожене, 31 врста је заштићена.

## Галерија
- Језеро Керкини
- Керкини сутон